# Território de Michigan

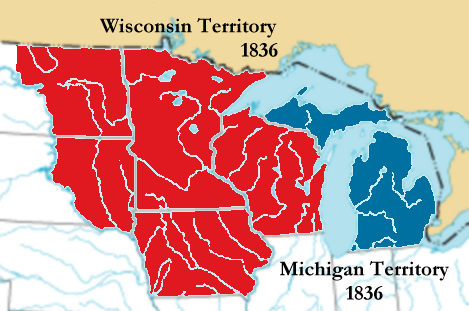
Separação do Território do Wisconsin do Território de Michigan em preparação para a criação de um estado de Michigan. As áreas vermelhas e azuis combinadas formam o Território de Michigan em sua maior extensão.

O Território de Michigan foi um território organizado incorporado dos Estados Unidos que existiu de 30 de junho de 1805 a 26 de janeiro de 1837, quando a extensão final do território foi admitida à União como o Estado de Michigan. Detroit era a capital territorial.

## Histórico
O Território de Michigan foi estabelecido por uma lei do Congresso dos Estados Unidos em 11 de janeiro de 1805, com vigência em 30 de junho daquele ano. O ato definiu o território como "toda aquela parte do Território de Indiana, que fica ao norte de uma linha traçada a leste da curva ao sul ou extremo do lago Michigan, até que cruze o lago Erie, e a leste de uma linha traçada a partir do dito sul dobre pelo meio do referido lago até sua extremidade norte e, daí, direto ao norte até a fronteira norte dos Estados Unidos. " Um marco histórico em um parque à beira da estrada, cerca de três milhas a leste de Naubinway em 46 ° 05′50 ″ N 85 ° 23′51 ″ W, ressalta o ponto mais ao norte do Lago Michigan, que está localizado a cerca de uma milha a oeste do parque.